# Cvitović (Szluin)
 Cvitović  falu Horvátországban, Károlyváros megyében. Közigazgatásilag Szluinhoz tartozik.

## Fekvése
Károlyvárostól 41 km-re délre, községközpontjától 3 km-re északra, a Kordun területén fekszik.

## Története
Cvitović (egykor Ladihovići) plébániáját és Szent Miklós templomát már 1334-ben említi Ivan goricai főesperes. Ladihovići egyike volt az ország nemesi közösségeinek. Birtokaik, melyeket a török hódításig megtartottak a Korana két partján Lađevac és Szluin irányában a Glina és a Klokoč forrásvidékére terjedtek ki határosan a klokoči, smrčkovići és stojmerići nemesi területekkel. A közösség feje a bíró (knežinjak) volt. A legjelentősebb nemesi családok a Fabianić, Nemanić, Herendić, Sanković, Nikšić vagy Mikšić és Cvetović családok voltak. A falu utolsó plébánosát 1574-ben említik. 1582-ben Hasszán boszniai pasa támadásakor a középkori templomot is felégette a török és csak a harangtorony maradt meg belőle, melyet ezt követően őrtoronyként használtak. A török uralom alóli felszabadulás után  a település előbb a szluini plébániához tartozott, majd 1790-ben Cvitović újra plébánia központja lett. A plébániatemplomot a hívek a régi torony mellé építették fel. Első plébánosa a pálos rendbeli Joakim von Stauber volt. A templomot többször bővítették és javították. A mai templomot 1905-ben építették. A templom tornyát, mivel messziről is látszik az 1991-es háborús események során többször használták tüzérségi célpontként. Miután a szerbek a települést elfoglalták 1992. március 18-án a templomot is felgyújtották. A horvát lakosság legnagyobb része elmenekült. Néhány horvát lakos, akik a szerb uralom alatt is itt maradtak saját házaikban rejtegették a templom Szent Rókus és Szent Miklós szobrait. A települést 1995 augusztusában a Vihar hadművelettel szabadította fel a horvát hadsereg. A templomot 1996 és 2001 között újjáépítették.
A falunak 1857-ben 681, 1910-ben 632 lakosa volt. Trianonig Modrus-Fiume vármegye Szluini járásához tartozott. 2011-ben 278 lakosa volt.

## Lakosság
| Lakosság változása | Lakosság változása | Lakosság változása | Lakosság változása | Lakosság változása | Lakosság változása | Lakosság változása | Lakosság változása | Lakosság változása | Lakosság változása | Lakosság változása | Lakosság változása | Lakosság változása | Lakosság változása | Lakosság változása | Lakosság változása |
| ------------------ | ------------------ | ------------------ | ------------------ | ------------------ | ------------------ | ------------------ | ------------------ | ------------------ | ------------------ | ------------------ | ------------------ | ------------------ | ------------------ | ------------------ | ------------------ |
| 1857               | 1869               | 1880               | 1890               | 1900               | 1910               | 1921               | 1931               | 1948               | 1953               | 1961               | 1971               | 1981               | 1991               | 2001               | 2011               |
| 681                | 603                | 540                | 634                | 605                | 632                | 508                | 549                | 659                | 848                | 539                | 527                | 1016               | 929                | 362                | 278                |

## Nevezetességei
- Szent Miklós tiszteletére szentelt római katolikus plébániatemploma 1905-ben épült a régi templom helyén. 1992-ben a szerbek felgyújtották. Az újjáépítés 1996-ban kezdődött és 2001-ben fejeződött be.
- A plébánia mellett álló Szent Valentin kápolnát már 1842-ben említik. Egyszerű falusi kőművesek építették meglehetősen igénytelen formában. Mára alapos felújításra vár.
- A plébánia épülete 1764-ben épült. Mivel az idő vasfoga eléggé megviselte 1989-ben teljesen megújították. A szerb uralom idején súlyos károkat szenvedett, de 1995 után felújították.